# Кривина (Русенская область)
Кривина (болг. Кривина) — село в Болгарии. Находится в Русенской области, входит в общину Ценово. Население составляет 459 человек.

## Политическая ситуация
В местном кметстве Кривина, в состав которого входит Кривина, должность кмета (старосты) исполняет Боян Динов Боянов (партия АТАКА) по результатам выборов правления кметства.
Кмет (мэр) общины Ценово — Владимир Тодоров Калинов (коалиция партий: Союз свободной демократии (ССД), Земледельческий народный союз (ЗНС), Движение за права и свободы (ДПС)) по результатам выборов в правление общины.